# 鈴木銃太郎
鈴木 銃太郎（すずき じゅうたろう、1856年4月21日(安政3年3月17日) -  1926年(大正15年)6月30日）は、クリスチャンの北海道開拓者である。
1856年（安政3年）に上田藩士鈴木親長の長男として生まれる。1874年（明治7年）7月に父と共にデイヴィッド・タムソンから洗礼を受ける。タムソン塾、ワデル塾、東京一致神学校で学び、1879年に教師試補(伝道師)の准允を受けたが、1880年の按手礼試験には不合格になり、中会の承認を得て埼玉県の和戸教会の初代牧師に赴任する。しかし、1881年（明治14年）に「嫌疑の風聞」ありと信徒から訴えられ、牧師を罷免された。
その後、依田一族による結成された北海道開拓団晩成社の幹部として、1882年（明治15年）依田勉三と共に地選定調査旅行に随行し、帯広の原野で越冬、現地のアイヌと親交を結んだ。1883年（明治16年）5月に晩成社の移民団を迎え入れた。アイヌ人の食料援助をし、妹カネの夫渡辺勝と共にアイヌの農業指導を札幌権県に進言した。
1886年（明治19年）5月、シブサラ「（現在の芽室町西土狩）のアイヌ民族のサンケモッテの娘のコカトアンと結婚。1888年（明治21年）5月、晩成社幹事を辞任。1889年（明治21年）3月頃、晩成社移民高橋利八と共に、シブサラに新天地を求め新たに入植した。